# Omocu
Omocu (em ibo: Omoku) é uma cidade do estado de Rios, na área de Ogba–Egbema–Ndoni, na Nigéria. Em 2016, havia 11 625 habitantes.